# 후음 R
후음 R은 목구멍에서 나오는 R 발음이다.
목구멍에서 나오는 R 발음은 ʀ, ʁ, χ 등이 있다.

## 같이 보기
- R
- 성문음
- 구개수음
- R음